# Outergass
Outergass (ou Ouatergass, Ouaterglass, Waterglass) est une localité du Cameroun située dans l'arrondissement de Meri, le département du Diamaré et la région de l’Extrême-Nord. Elle fait partie du canton de Douroum.

## Population
En 1974, la localité comptait 355 habitants, des Moufou.
Lors du dernier recensement de 2005, on y a dénombré 1 211 personnes, soit 581 hommes (47,98 %) pour 630 femmes (52,02 %). 

## Économie
Le plan communal de développement prévoit de nombreux projets pour le village Outergass, notamment dans le domaine éducatif avec la construction de salles de classe, de clôture, l’aménagement de points d’eau, la dotation en tableaux muraux, en table-bancs, la construction de logements d’astreinte…
Il est également prévu à Ouatergass la construction d’un forage et d’un magasin de stockage de céréales.